# 甲州法度次第
甲州法度之次第是指日本战国时代大名武田晴信（后来的武田信玄）在1547年在《分国法》的一部分，也称甲州法度之次第、信玄家法、甲州法度、甲州式目。

## 概要
由上下2巻構成，上巻57條、下巻是家訓。內容以軍略、家臣團之統制、治安規定等為中心。制定經緯不明，但是，應與『高白齋記』的作者駒井高白齋有關。